# Adin Hill
Adin Hill (* 11. Mai 1996 in Comox, British Columbia) ist ein kanadischer Eishockeytorwart, der seit August 2022 bei den Vegas Golden Knights aus der National Hockey League (NHL) unter Vertrag steht. Mit dem Team gewann Hill in den Playoffs 2023 den Stanley Cup. Zudem errang er mit der kanadischen Nationalmannschaft bei der Weltmeisterschaft 2021 die Goldmedaille.

## Karriere

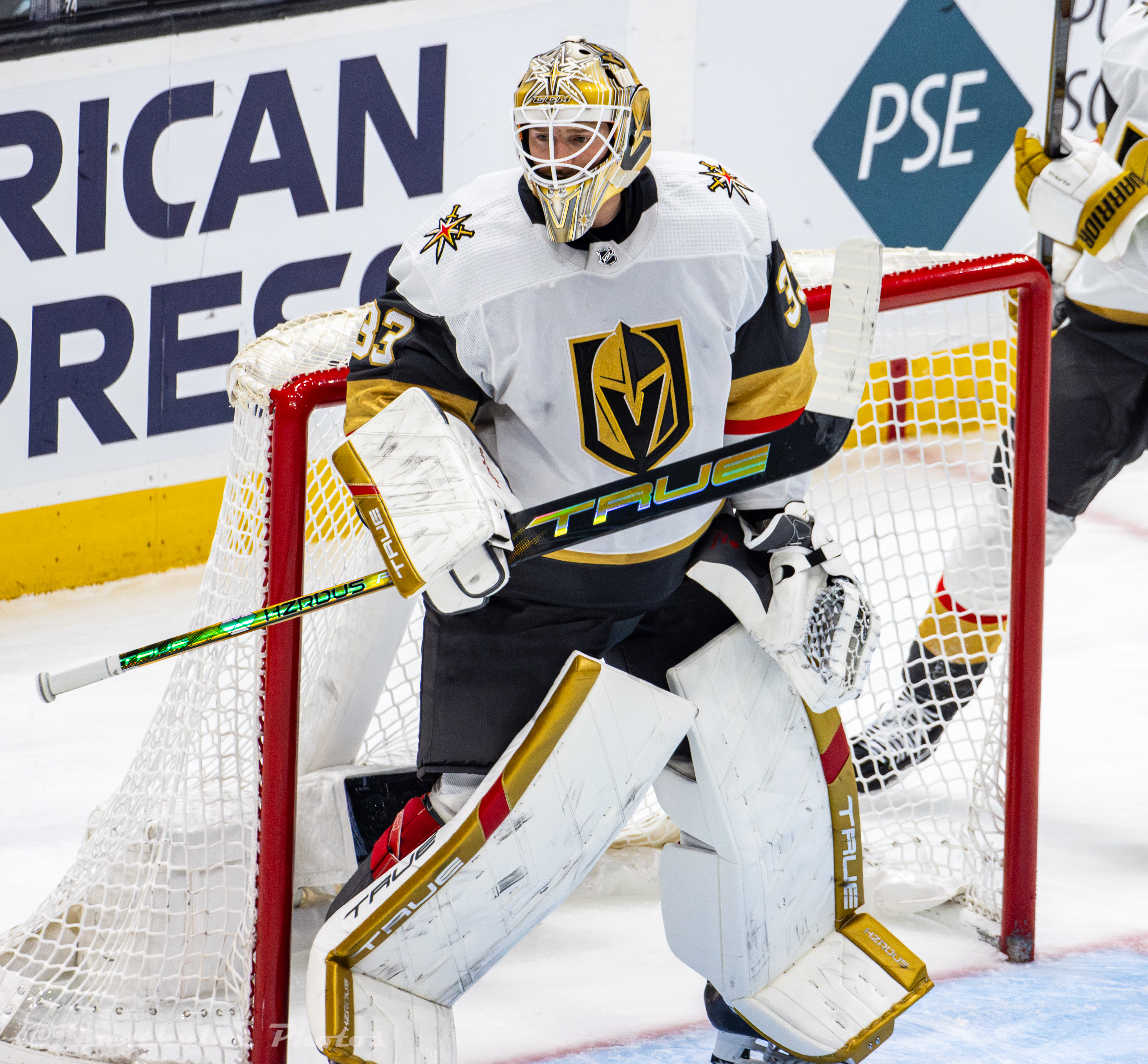
Hill im Trikot der Vegas Golden Knights (2024)

Hill wurde in Comox geboren, spielte in seiner Jugend allerdings für Nachwuchsmannschaften aus Calgary, so beispielsweise in der Saison 2013/14 für die Calgary Canucks in der Alberta Junior Hockey League. Zum Ende dieser Spielzeit gelang ihm der Sprung in die ranghöhere Western Hockey League (WHL), wo er fortan für die Portland Winterhawks das Tor hütete. Als Rookie verzeichnete der Kanadier in der Saison 2014/15 die beste Fangquote der gesamten Liga (92,1 %) und wurde anschließend im NHL Entry Draft 2015 an 76. Position von den Arizona Coyotes berücksichtigt. Vorerst kehrte er jedoch für ein weiteres Jahr nach Portland zurück, wo er für die Winterhawks 65 Partien bestritt, die meisten aller Torhüter der WHL.
Im April 2016 unterzeichnete Hill einen Einstiegsvertrag bei den Arizona Coyotes, die ihn bis zum Saisonende in vier Spielen bei ihrem Farmteam, den Springfield Falcons, in der American Hockey League (AHL) einsetzten. Nach diesem Profidebüt kam er ab der Saison 2016/17 regelmäßig beim neuen Farmteam der Coyotes zum Einsatz, den Tucson Roadrunners, und stand parallel dazu in fünf Partien für die Rapid City Rush in der drittklassigen ECHL auf dem Eis. Zu Beginn der Spielzeit 2017/18 debütierte Hill für die Coyotes in der National Hockey League (NHL), bevor er sich bei den Roadrunners die Einsatzzeit mit Hunter Miska teilte und seine persönliche Statistik zugleich deutlich auf einen Gegentorschnitt von 2,28 und eine Fangquote von 91,4 % steigerte. Demzufolge stand der Torwart ab der Saison 2018/19 – auch aufgrund häufiger verletzungsbedingter Ausfälle von Antti Raanta – regelmäßig in Arizonas NHL-Aufgebot und fungierte dort meist gemeinsam mit Darcy Kuemper als Backup von Raanta.
Im Juli 2021 jedoch wurde Hill samt einem Siebtrunden-Wahlrecht im NHL Entry Draft 2022 an die San Jose Sharks abgegeben, während die Coyotes im Gegenzug den Torhüterkollegen Josef Kořenář sowie ein Zweitrunden-Wahlrecht im gleichen Draft erhielten. In Diensten der Sharks gelang es dem Kanadier jedoch nicht, sich als Stammtorwart zu etablieren, sodass sie ihn im August 2022 im Tausch für ein Viertrunden-Wahlrecht im NHL Entry Draft 2024 an die Vegas Golden Knights abgaben. Dort kam er in der Saison 2022/23 hinter Logan Thompson und aufgrund der Verletzung von Robin Lehner auf 25 Einsätze in der Hauptrunde, bevor er in den Stanley-Cup-Playoffs 2023 mit dem Team den Stanley Cup gewann. Er löste dabei im Verlauf der Playoffs Laurent Brossoit im Tor der Golden Knights ab, wobei Thompson ebenfalls verletzungsbedingt ausgefallen war. Hill bestritt letztlich 16 Partien und beendete die Playoffs mit einer Fangquote von 93,2 %, die in der post-season unübertroffen blieb.
Im März 2025 unterzeichnete Hill einen neuen Sechsjahresvertrag in Las Vegas, der ihm mit Beginn der Saison 2025/26 ein durchschnittliches Jahresgehalt von 6,25 Millionen US-Dollar einbringen soll.

### International
Bei der Weltmeisterschaft 2021 kam Hill zu seinem Debüt für die kanadische Nationalmannschaft und gewann mit dem Team prompt die Goldmedaille. Als Backup seines damaligen NHL-Mannschaftskollegen Darcy Kuemper kam er dabei zu drei Einsätzen.

## Erfolge und Auszeichnungen
- 2021 Goldmedaille bei der Weltmeisterschaft
- 2023 Stanley-Cup-Gewinn mit den Vegas Golden Knights
- 2025 Gewinn des 4 Nations Face-Off

## Karrierestatistik
Stand: Ende der Saison 2024/25

### International
Vertrat Kanada bei:
- Weltmeisterschaft 2021
- 4 Nations Face-Off 2025

(Legende zur Torhüterstatistik: GP oder Sp = Spiele insgesamt; W oder S = Siege; L oder N = Niederlagen; T oder U oder OT = Unentschieden oder Overtime- bzw. Shootout-Niederlage; Min. = Minuten; SOG oder SaT = Schüsse aufs Tor; GA oder GT = Gegentore; SO = Shutouts; GAA oder GTS = Gegentorschnitt; Sv% oder SVS% = Fangquote; EN = Empty Net Goal; 1 Play-downs/Relegation; Kursiv: Statistik nicht vollständig)